# Helgard Haug

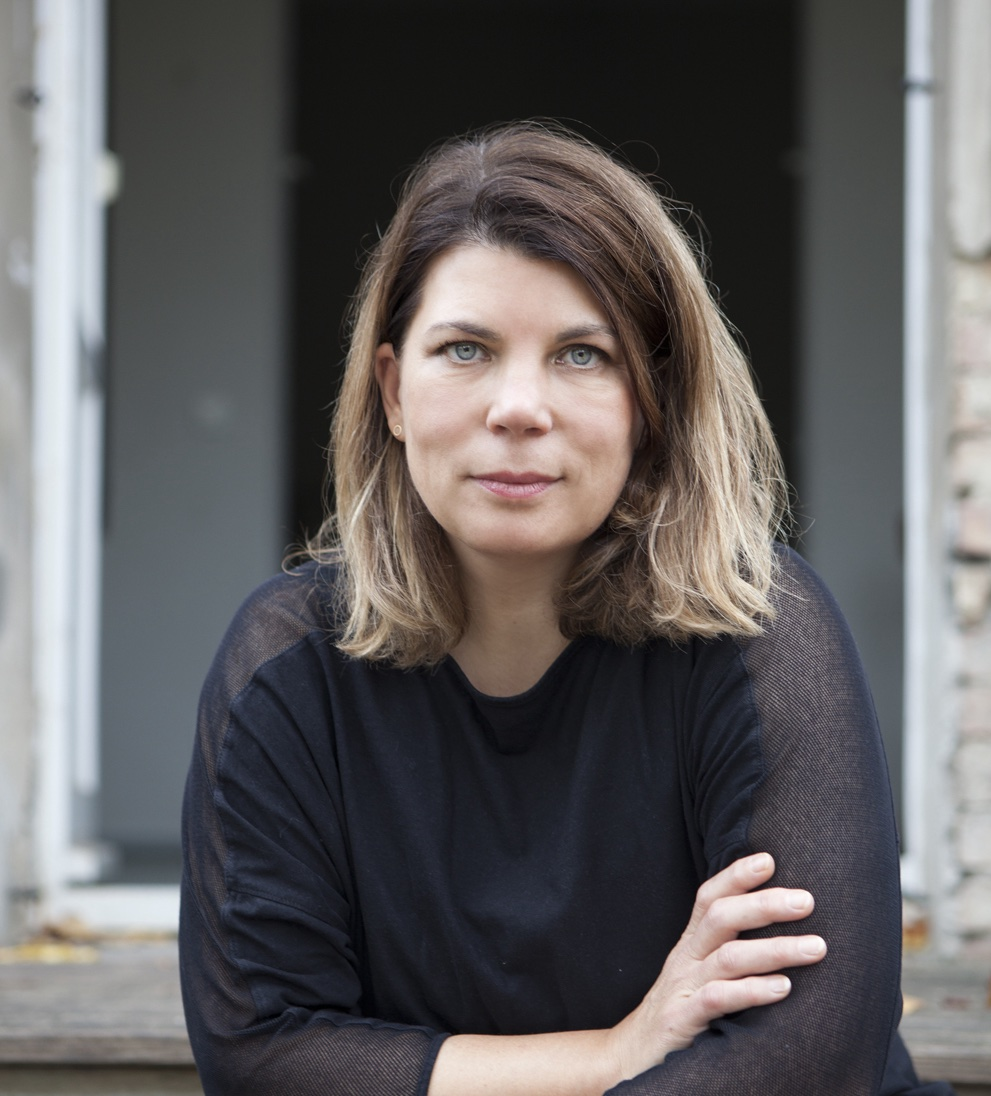
Helgard Haug

Helgard Haug (* 1969 in Sindelfingen) ist eine deutsche Autorin und Regisseurin. Außerdem ist sie Mitgründerin des Kollektivs Rimini Protokoll und lebt in Berlin.

## Leben
Während ihres Studiums am Institut für Angewandte Theaterwissenschaft der Justus-Liebig-Universität in Gießen begann sie mit eigenen künstlerischen Experimenten und in kollektiven Strukturen zu arbeiten. Gemeinsam mit Marcus Dross und Daniel Wetzel entwickelte sie u. a. eine Projektreihe, zu der auch das Stück Bei wieviel Lux schalten Wurst und Schumacher das Licht ein? gehörte. Dabei erklärten sie die Arbeit der Ingenieure in der Frankfurter Netzleitstelle zum Theaterstück, das eine frühe Arbeit des sogenannten 'Experten-Theaters' darstellt. Gemeint ist damit ein Theater, das dokumentarische, wenn auch häufig fiktionalisierte Anteile hat. Typischerweise arbeitet Haug alleine oder im Rahmen des Rimini-Kollektivs nicht mit ausgebildeten Schauspielern, sondern mit Menschen, die auf der Bühne oder im Rahmen einer Inszenierung Erfahrungen, Fähigkeiten oder Erkenntnisse aus ihrem Berufsleben oder ihrem Alltag einbringen.
Neben den performativen Projekten entstanden ab 1998 zunehmend auch Solo-Arbeiten im Bereich der Fotografie und Bildenden Kunst. So stellte sie in Zusammenarbeit mit einem Parfümeur den Geruch der Berliner U-Bahnstation Alexanderplatz nach, den sich die Menschen unter dem Namen „U-deur“ an einem Automaten der Station ziehen konnten.
2000 entstand die erste gemeinsame Arbeit mit Stefan Kaegi und Daniel Wetzel. Sie luden dafür vier über 80 Jahre alte Damen auf die Bühne ein, um mit ihnen – kontrastierend mit dem Thema Formel 1 – das Stück Kreuzworträtsel Boxenstopp über Beschleunigung und Entschleunigung zu erarbeiten.
Zwei Jahre später gründeten die Drei Rimini Protokoll und arbeiten seither in unterschiedlichen Konstellationen unter diesem Label. Größere mediale Aufmerksamkeit erlangten sie erstmals mit Deutschland 2, der Kopie einer kompletten Bundestagssitzung mit 200 Bonner Bürgern.
Sie inszenierten weiterhin mit fünf Experten mitteleuropäischer Todesarten das Stück Deadline und rekonstruierten mit Sabenation – go home and follow the news den Bankrott der belgischen Fluglinie Sabena in Brüssel. Für Inszenierungen wie Wallenstein, Karl Marx: Das Kapital, Erster Band, oder Adolf Hitler: Mein Kampf Band 1 & 2, brachten Haug und Wetzel Experten aus unterschiedlichen politischen und gesellschaftlichen Milieus zusammen. Sie arrangierten deren Biografien und ihre Beziehungen zu den Werken und ermöglichten dadurch neue Perspektiven und Rezeptionsmöglichkeiten.
Weiter entstanden Stücke, die das Publikum aus dem Theater in die Stadt lockten, wie das aus einem indischen Callcenter live geführte Telefongespräch in Call Cutta in a Box oder Hauptversammlung, eine parasitäre Intervention anlässlich der Aktionärsversammlung der Daimler AG. In DO’s & DON’Ts lud Helgard Haug gemeinsam mit Jörg Karrenbauer und Aljoscha Begrich das Publikum in einen LKW ein, der zu einem mobilen Zuschauerraum umgebaut worden war. Das Stück ermöglichte einen Blick auf das Regelwerk unseres urbanen Zusammenlebens durch die Augen von Kindern und Jugendlichen.
Im April 2019 inszenierte Haug Chinchilla Arschloch, waswas. Im Zentrum stehen drei Protagonisten, die vom Tourette-Syndrom betroffen sind und das Theater einem Stresstest unterziehen. Ihre jüngste Arbeit All right. Good night. zeichnet das Verschwinden, die Suche und das Ringen mit der Ungewissheit nach – am Beispiel des verschwundenen Flugzeugs und der sich manifestierenden Demenz des eigenen Vaters. Im Januar 2022 wurde die Inszenierung zum Berliner Theatertreffen und Impulse Festival eingeladen, für den Mülheimer Dramatikpreis nominiert und von der Kritikerumfrage von Theater heute zur „Inszenierung des Jahres 2022“ erklärt.
Seit 2000 entwickelt Haug überdies zahlreiche Hörspielarbeiten, von denen viele im Kontext der Theaterprojekte von Rimini Protokoll entstanden sind, aber auch mehrfach in Zusammenarbeit mit Thilo Guschas und anderen.
Im Juli 2023 erschien ihr erster Roman All right. Good night.

## Preise und Auszeichnungen
Helgard Haug und Rimini Protokoll wurden für ihre Arbeit mit zahlreichen Preisen ausgezeichnet. So erhielten sie 2007 den FAUST-Theaterpreis. 2008 wurde Rimini Protokoll mit dem Europäischen Theaterpreis in Thessaloniki gekürt. 2011 wurde das Gesamtwerk von Rimini Protokoll mit dem Silbernen Löwe der 41. Theaterbiennale Venedig ausgezeichnet.
Die Stücke Deadline (2004), Wallenstein – eine dokumentarische Inszenierung (2006) und Situation Rooms (2013), Chinchilla Arschloch, waswas (2020) und All right. Good night. (2022) wurden zum Berliner Theatertreffen eingeladen.
Die Multiplayer-Videoinstallation „Situation Rooms“ wurde auch mit dem „Excellence“-Award des 17. Japan Media Arts Festivals ausgezeichnet.
Von ihren Stücken wurde Shooting Bourbaki 2003 mit dem NRW-Impulse-Preis ausgezeichnet, Schwarzenbergplatz 2005 für den Österreichischen Theaterpreis Nestroy nominiert und eingeladen.
Für ihr Stück Karl Marx: Das Kapital, Erster Band erhielten Helgard Haug und Daniel Wetzel den Mülheimer Dramatikerpreis. Das Theaterstück Qualitätskontrolle wurde für den Mülheimer Dramatikerpreis 2014 nominiert und mit dem Publikumspreis geehrt.
Helgard Haug wurde auch für ihre Hörspielarbeiten mehrfach ausgezeichnet: U. a. erhielt sie 2008 den Hörspielpreis der Kriegsblinden für Karl Marx: Das Kapital, Erster Band. Qualitätskontrolle oder warum ich die Räuspertaste nicht drücke wurde mit dem Hörspielpreis der ARD 2014, dem Preis der Deutschen Schallplattenkritik 2014, sowie dem Hörbuchpreis der ARD 2015 ausgezeichnet. Für Chinchilla Arschloch, waswas erhielt sie zusammen mit Thilo Guschas 2019 den Hörspielpreis der ARD 2019.

## Sonstige Tätigkeiten
Neben ihrer künstlerischen Arbeit ist Helgard Haug regelmäßig als Jurorin und Dozentin tätig. Stationen umfassten unter anderem die Christoph-Schlingensief-Gastprofessur für Szenische Forschung an der Ruhr-Universität Bochum, die Danish School of Performing Arts, die Zürcher Hochschule der Künste, die University of Hawai’i, die Iuav University of Venice, die Universität der Künste Berlin, die Filmuniversität Babelsberg und BAS in Norwegen.
2012 wurden Rimini Protokoll auf die erste Saarbrücker Poetikdozentur für Dramatik berufen.
Als Jurymitglied war Helgard Haug tätig für die Kunststiftung Baden-Württemberg, den Stückemarkt Berlin und für die Verleihung des Theaterpreises Der Faust.
Seit 2024 ist sie Mitglied der Berliner Akademie der Künste, Sektion Film- und Medienkunst.

## Bibliografie

### Romane
- All right. Good night. Roman. Rowohlt, 2023, ISBN 978-3-498-00378-4.